# Gąsawa (plaats)
Gąsawa is een stad in de Poolse woiwodschap Koejavië-Pommeren. De plaats maakt deel uit van de gemeente Gąsawa en telt 1400 inwoners.